# Russ Giguere
Russell Giguere (nacido en Portsmouth, New Hampshire, Estados Unidos el 18 de octubre de 1943) es un músico estadounidense, ampliamente conocido por su trabajo en The Association. 
Antes de trabajar en The Association, trabajó como director de iluminación en Pasadena Icehouse. 
Giguere formó The Association en 1965 y cantó como colíder en su éxito "Cherish". Dejó la banda en 1971 para trabajar en su álbum en solitario, Hexagon 16. Giguere se retiró de las giras en 2014. 